# Сосна чорна теребовлянська
Сосна́ чо́рна теребовля́нська — ботанічна пам'ятка природи місцевого значення в Україні. Розташована на території Тернопільського району Тернопільської області, в місті Теребовля, біля Теребовлянського замку (рекреаційна зона). 
Площа 5 га, статус отриманий 1976 році. Перебуває у віданні: Теребовлянський комбінат комунальних підприємств.